# Földessy Margit
Földessy Margit (Budapest, 1946. április 25. –) Balázs Béla-díjas magyar színésznő (alternatív nevei: Földessi Margit, Földesi Margitka). A Földessy Margit Színjáték- és Drámastúdió vezetője.

## Élete
Földessy Géza színész-színigazgató, valamint Komlós Juci színésznő egyetlen gyermeke, Komlós Vilmos unokája. A szülei 1945. szeptember 6-án Szegeden házasodtak össze, de édesanyja akkor már két hónapos várandós volt. 1946. április 25-én született meg a lányuk, Margit. Hároméves volt, amikor édesapja „disszidált”. Így vélekedett róla: „Apám mindenféle értelemben rendkívüli személyiség volt. Civil és színpadi értelemben is nagyon öntörvényű pasi. Mindig azt mondtam, hogy a világ legcsodálatosabb embere, aki bárminek alkalmas, csak apának nem.” Az apa szerepét anyai nagyapja, Komlós Vilmos töltötte be. „De nekem nagyapa volt az atyaúristen. Nemcsak azért, mert az édesapám külföldre távozott, hanem Vili számomra különben is minden volt. […] Kezdetektől a mindenem volt, az öltöztetőnőm, a barátnőm, és persze a nagyapám, szóval tényleg mindenem.” Már kisgyermekként szerepelt a filmvásznon, az 1953-ban bemutatott és Keleti Márton rendezte Ifjú szívvel című filmben, melyben olyan nagyságok voltak a partnerei, mint Gózon Gyula, Soós Imre, Latabár Kálmán, Ferrari Violetta, Bessenyei Ferenc, Alfonzó. Ekkor még Földesi Margitka néven szerepelt a stáblistán. Az ugyancsak Keleti Márton rendezte 1959-es Pár lépés a határ című filmben is olyan színészóriásokkal játszott együtt, mint pl. Agárdy Gábor, Makláry Zoltán, Kiss Manyi, Bánhidi László, Gobbi Hilda, Várkonyi Zoltán. Földessy Margit így gondol vissza a forgatásra: „Nem is emlékszem a filmek történeteire. Arra viszont nagyon emlékszem, amikor egy filmben Várkonyi Zoltánnak meg kellett pofoznia. Vallatták azt a kislányt, akit én játszottam, hogy árulja el az ellenállókat. Ekörül a jelenet körül nagy cirkusz volt, mert Várkonyi nem akart megpofozni, én sem akartam, hogy megpofozzon. Ez a Pár lépés a határ című filmben történt. Végül egy büdös nagy pofont kaptam. […] Beígérték, kapok egy csomó csokoládét, ha ezt kibírom. Mondtam, hogy az nem kell, köszönöm, mert van otthon. Végül amikor megkaptam a pofont, szegény jó Várkonyi magától fölvásárolta a filmgyár valamennyi fellelhető csokoládéját. Iszonyúan bőgtem ugyanis”
A fellépései miatt édesanyja egyre kevesebb időt tudott fordítani rá, amit nehezen viselt, még ha gyakran bent volt is a színházban vele. Ezt így összegzi: „Én nagy anyaváró voltam. Sokszor arról szóltak napjaim, hogy vártam, mikor jön haza az édesanyám. Nagyon vártam. Aztán amikor cseperedtem, az volt a megoldás, hogy beültem az ő színházába is, így sokszor ültem a József Attila Színházban is. […] egy időben féltékeny voltam a színházra. Akkoriban nem kérdeztem, miért nem foglalkozik velem, tudtam, hogy anya dolgozik. És vágyódtam arra, hogy többet legyünk együtt. Ennek nem kis része van abban, hogy amikor az én kisfiam a világra jött, döntési helyzetbe kerültem, és nem a színházat választottam.”
Csak 17 évesen találkozott újra édesapjával, amikor kiutazott hozzá, de hazajött. Az apjához való kapcsolatáról ezt mondja: „Akkor én túlzottan udvariasan viselkedtem vele. Tizenhét éves koromban disszidáltatni akartak hozzá, de én voltam az a ritka példány, aki hazadisszidált. Mindenki sírt a pályaudvaron, elbúcsúztattak, én meg hazajöttem. Igazából apám akkor talált meg engem, amikor úgy érezte, hogy valaki leszek. Amíg minden zűrzavaros volt körülöttem, mint egy fiatal, útkereső ember előtt, addig nem figyelt rám. Amikor bizonyossá vált, hogy valamennyire büszkének lehet rám lenni, akkor megtalált, és aztán amíg élt, meg is maradt a kapcsolatunk. Én fejet hajtottam ez előtt, mert azt gondoltam, hogy ennek így kell lennie.”
Apja emigrálása, szülei válása, anyja fellépései miatti gyakori távollétei is hozzájárultak, hogy a szokásosnál is lázadóbb kamasz lett belőle. Erről így vall: „Szörnyű rossz voltam. […] Elkóvályogtam, csavarogtam, iskola mellé jártam. Nagyon sok gimnáziumban megfordultam, mire leérettségiztem. […] Mindenféle botrányaim voltak. […] Nem volt jó látni, hogy egy nagyon fáradt édesanyának könnyes a szeme, hogy szomorú azok miatt a dogok miatt, amiket elkövettem. De a lázadó kamaszban lévő vadság és önzés felülkerekedett. Őszintén sajnáltam anyut, mégis tovább csináltam a disznóságaimat. Olyan negyvenöt éves korom körül bocsánatot kértem tőle.” Másodikos gimnazista korában a sárospataki kollégiumba került internátusba, ahonnan megszökött. Utána a budai Kaffka Margit Gimnáziumba íratták be, ahol végül leérettségizett.
Harmadszorra vették csak fel a főiskolára. Közben Egerbe szerződött segédszínésznek Lendvay Ferenchez, majd Pécsre ment már színészi státuszban. 1972-ben diplomázott a Színház- és Filmművészeti Főiskolán. Simon Zsuzsa osztályába járt, akivel nem kedvelték egymást. „Annyira nem, hogy a diplomámat sem akartam átvenni az osztályfőnökömtől, mert nem akartam vele kezet fogni. A főiskola titkárától, Tiszeker Lajostól vettem át a diplomámat.” Osztálytársai voltak: Andai Györgyi, Bánsági Ildikó, Kiss Zsuzsa, Martin Márta és Urbán Erika. Tagja lett a 25. Színháznak, majd a Nemzeti Színháznak. Ezután vidékre ment, és a debreceni Csokonai Színházhoz szerződött. 1985-től a Földessy Margit Színjáték- és Drámastúdió vezetője. 1986-ban a szinkrontársulathoz igazolt.
Nyolc hónapos terhes volt, amikor a férje disszidált. Fia, Galántai Márk elektronikus zenével foglalkozik és rendezvényszervező. Egy unokája született, Galántai Laura. Földessy Margit és fia is megjelent a nagyanya, Komlós Juci mellett a Szomszédok 51. részében 1989. április 6-án.
Édesanyjáról így nyilatkozott 2004-ben: „Az anyám azt a pici maradék szabadidejét, amit ez a pálya megenged, olyan meleg szeretettel és tiszta szívvel adta nekem, hogy az nehezen elmondható. […] Soha nem gondoltam, hogy nekem rossz anyám van. Én az anyámat borzasztóan imádom, nincs olyan dolog, amit érte nem tennék meg.”

## Színház

### Színházi szerepei
- Tennessee Williams: Orpheus alászáll (Carol)
- Valentyin Petrovics Katajev: A kör négyszögletesítése (Ludmilla)
- Simai Kristóf–Örkény István: Zsugori uram (Krisztina)
- William Shakespeare: Lear király (Reagan)
- Agatha Christie: A vád tanúja – Film világsikerek színpadon (Janett, házvezetőnő)
- Balogh Sándor–Lukácsházi Győző: Tuba Tóbiás (A Cselló), IBS Színpad

### Színházi rendezései
- Horace McCoy: A Lovakat lelövik, ugye?, bemutató: 2008. március 7., IBS Színpad
- Ray Cooney–Michael Cooney: Minden lében három kanál, bemutató: 2007. szeptember 29., IBS Színpad
- Peter Shaffer: EQUUS, bemutató: 2005. március 5., IBS Színpad
- Non-stop impro, bemutató: 2005. október 20., IBS Színpad
- Gerome Ragni–James Rado–Galt MacDermot–Michael Butler–Szurdi András–Valla Attila: Hair, bemutató: 2006. október 14., IBS Színpad
- Heltai Jenő: Az ezerkettedik éjszaka, bemutató: 2005. szeptember 25., IBS Színpad
- Agatha Christie: Az egérfogó, bemutató: 2004. november 7., IBS Színpad
- Paul Portner: Hajmeresztő, bemutató: 2004. szeptember 26., IBS Színpad
- Agatha Christie: A vád tanúja (Film világsikerek színpadon), bemutató: 2003. október 11., IBS Színpad
- Billy Wilder: Van aki forrón szereti (Film világsikerek színpadon), bemutató: 2003. február 16., IBS Színpad
- William Shakespeare: Szentivánéji álom, bemutató: 2002. február 24., IBS Színpad
- Fejes Endre: Jó estét nyár, jó estét szerelem, bemutató: IBS Színpad
- Presser Gábor–Adamis Anna–Déry Tibor–Földessy Margit: Popfesztivál 2007, bemutató: IBS Színpad
- Molnár Ferenc: Üvegcipő, bemutató: 2013. december 13., Szindra Társulat
- Végh Antal: Túsztörténet, bemutató: 2015. október 18., Szindra Társulat

## Filmjei

### Játékfilmek
- Ifjú szívvel (1953) (Földesi Margitka néven)
- Pár lépés a határ (1959)
- Vörös tinta (1959) – Nyolcadikos
- Holnap lesz fácán (1974)
- Egy kis hely a nap alatt (1974)
- Haladék (1980) – Magda
- Boldogtalan kalap (1980) – Kata
- Hófehér (1983) – IV. királynő (hang)
- Szerencsés Dániel (1983) – Ruhakészítő
- Valaki figyel (1984)
- Az elvarázsolt dollár (1985) – Vidámparki pénztáros
- Városbújócska (1985) – Sári, Tamás nővére
- Mátyás, az igazságos (1985) – Kovács felesége (hang)
- Banánhéjkeringő (1986) – Makucs néni
- Macskafogó (1986) – Telefonos cicus (hang)
- Isten veletek, barátaim (1987)
- Vadon (1988) – Zsablyai Amadea (hang)
- Iskolakerülők (1989) – Edit (hang)
- Retúr (1997) – Ékszerész felesége
- A mi szerelmünk (1999) – Dusi
- VII. Olivér (2000) – Antasné
- Kiss Feri tutira megy (2001; rövid játékfilm) – Feri anyukája
- A boldogság színe (2003) – Margit
- Mansfeld (2006)
- En passant (2015; rövid játékfilm)
- Margitfilm (2019) – Önmaga

### Tévéfilmek
- A Mézga család különös kalandjai (1968-1969) – Mézga Kriszta (hang)
- Rózsa Sándor (1971)
- Mézga Aladár különös kalandjai (1972) – Mézga Kriszta (hang)
- Három affér (Földesy Margit néven)
- A feladat 1-3. (1975) – Nea
- Felelet 1-8. (1975)
- Magyarország 1849 (1975)
- Oszlopos Simeon (1976)
- A luxusvilla titka (1977)
- Földünk és vidéke (1977) (Földesi Margit néven)
- A Zebegényiek (1978)
- Vakáción a Mézga család (1978) – Mézga Kriszta (hang)
- Az örök Don Juan (1979)
- Vízipók-csodapók II-III. (1980-1985) – Darázslány; Árvaszúnyog lárva #1 (hang)
- Glória (1982) (Földessi Margit néven) – Margit
- A nagy ho-ho-horgász I. (1982) – Barna tyúk (hang)
- Kérem a következőt! III. (1982-1983) – Antilop hölgy; TV-bemondó kacsa hölgy (hang)
- A béke hetedik napja (1984)
- Frakk, a macskák réme IV. (1984-1985) – További szereplők (hang)
- Kicsi a bors… III. (1985) – Gyuri anyja
- Gréti…! (egy kutya feljegyzései) (1986) – Margit szomszéd (hang)
- A sápadt démon (1989)
- Szomszédok (1989) (51. rész, egy kisgyermekes anya)
- Családi kör (1990) (Botfülű)
- Na végre, itt a nyár! (2002) – Nagymama
- Karádysokk 1-11. (2011) – Andrea

## Szinkronszerepek[17]
- Micimackó: Malacka
- Mi van, doki? (1972): Eunice Burns (Madeline Kahn)
- Különben dühbe jövünk (1973): Liza (Patty Shepard) (első változat)
- Nők a pult mögött (1977): Anna Holubová (Jiřina Svorcová)
- Dallas (1978): Marilee Stone (Fern Fitzgerald)
- Monte Cristo grófja (1979): Mercédes (Carla Romanelli)
- Sándor Mátyás (1980): Gertrud Toronthal (Monika Peitsch)
- A klinika (1985–1988): Dr. Christa Brinkmann/Mehnert (Gaby Dohm)
- Csengetett, Mylord? (1988): Lady Agatha Shawcross (Angela Scoular)
- Vadon (1989)
- Iskolakerülők (1989)
- Maigret (1992): Mme Maigret (Barbara Flynn)
- Columbo: Visszajátszás (1975): Francine (Patricia Barry) (1993. június 14.; 2. változat)
- Tom és Jerry – A mozifilm: Jerry
- Tom és Jerry: Jerry (ritkán)

## Díjak és kitüntetések
- Balázs Béla-díj (1986)
- Budapest II. kerület díszpolgára (2019)[18]